# Snagov
Snagov là một xã thuộc hạt Ilfov, România. Dân số thời điểm năm 2002 là 6060 người.